# Spiricoelotes
Genre
Spiricoelotes est un genre d'araignées aranéomorphes de la famille des Agelenidae.

## Distribution
Les espèces de ce genre se rencontrent en Chine et au Japon.

## Liste des espèces
Selon World Spider Catalog (version 26, 23/07/2025) :
- Spiricoelotes anshiensis Chen & Li, 2016
- Spiricoelotes chufengensis Chen & Li, 2016
- Spiricoelotes metyr Chen, Liu & Wei, 2025
- Spiricoelotes nansheensis Chen & Li, 2016
- Spiricoelotes pseudozonatus Wang, 2003
- Spiricoelotes taipingensis Chen & Li, 2016
- Spiricoelotes urumensis (Shimojana, 1989)
- Spiricoelotes xianheensis Chen & Li, 2016
- Spiricoelotes xiongxinensis Chen & Li, 2016
- Spiricoelotes zhengi Chen, Liu & Wei, 2025
- Spiricoelotes zonatus (Peng & Wang, 1997)

## Systématique et taxinomie
Ce genre a été décrit par Wang en 2002 dans les Amaurobiidae. Il est placé dans les Agelenidae par Miller et al. en 2010.

## Publication originale
- Wang, 2002 : « A generic-level revision of the spider subfamily Coelotinae (Araneae, Amaurobiidae). » Bulletin of the American Museum of Natural History, no 269, p. 1-150 (texte intégral).